# Adab (littérature)
Pour les articles homonymes, voir Adab.

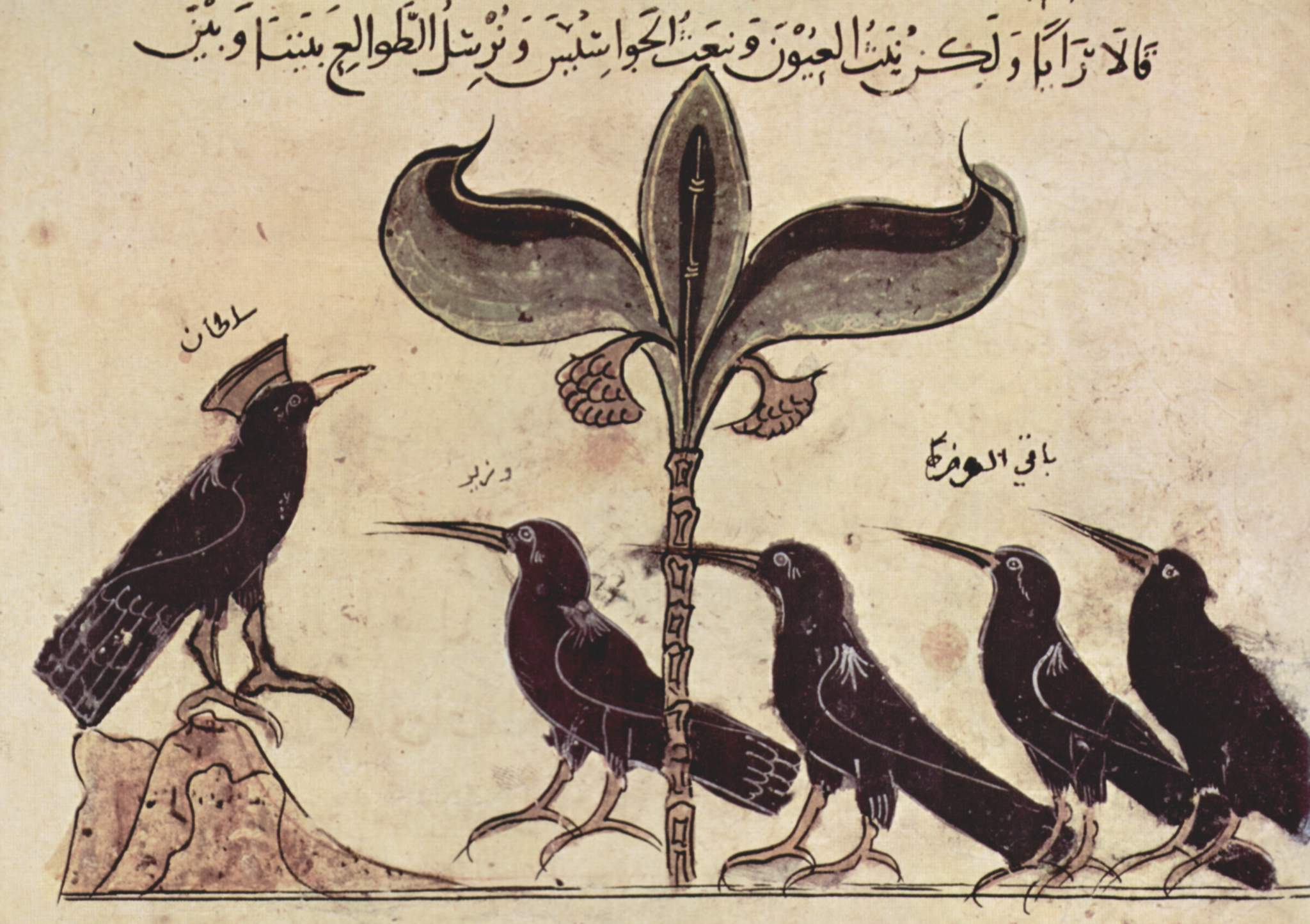
Le Roi des Corbeaux conférant avec ses conseillers. Manuscrit arabe de Kalila wa dimna (1210)

L’adab (pl. âdâb) dans la littérature arabe classique est le concept qui définit à la fois l'éthique de l'homme de cour cultivé et la littérature en prose qui l'accompagne. Cette littérature englobe à l'origine le genre des rasâ'il (épîtres, genre épistolaire) et celui des nasâ'ih (conseils sur les usages avec les puissants). Formalisé au VIIIe siècle par Ibn al-Muqaffa, le terme d'adab désigne donc tout d'abord un ensemble de valeurs définissant l'adîb (le "gentilhomme islamique") appelé à exercer de hautes fonctions administratives et à servir les puissants, ainsi que plusieurs genres littéraires qui permettront l'essor d'une littérature en prose. L' adab est théorisé à nouveau par Jâhiz au IXe siècle, qui lui donnera son orientation définitive.
Très vite, l'adab en viendra à désigner l'ensemble de la littérature en prose qui n'appartient ni aux sciences religieuses ni à la philosophie. Pour cette raison, on parle couramment de littérature d'adab, en signifiant par là une littérature de l'élite, par opposition à la littérature populaire.
La langue arabe moderne a conservé les deux grands sens du mot, puisqu'adab signifie aujourd'hui "littérature" et "politesse". Cependant ce n'est qu'au XIXe siècle que le mot prend le sens de "littérature". Auparavant, à l'époque classique, il n'y a pas de mot englobant l'ensemble de la production littéraire.

## Étymologie et définition
Par comparaison avec le grand siècle français, il s'agit de littérature d'idées, rationaliste, morale, sauf ce qui concernerait religion et philosophie.